# Elemental (Loreena McKennitt album)
Elemental är Loreena McKennitts första egenproducerade album som släpptes på Quinlan Road. Det spelades in i södra Ontario sommaren 1985.
Skivans spår är klassiska sånger och återspeglar ett växande intresse för keltisk musik såväl som hennes engagemang i Kanadas Shakespeare-teater. Ett av spåren är en tonsatt version av W.B. Yeats poem The Stolen Child. Medverkar på skivan gör bland andra Cedric Smith, folkmusiker, och skådespelaren Douglas Campbell.

## Skivspår
1. "Blacksmith" – 3:20
2. "She Moved Through the Fair" – 4:05
3. "Stolen Child" – 5:05
4. "The Lark in the Clear Air" – 2:06
5. "Carrighfergus" – 3:24
6. "Kellswater" – 5:19
7. "Banks of Claudy" – 5:37
8. "Come by the Hills" – 3:05
9. "Lullaby" – 4:26